# Elly Appel
Pour les articles homonymes, voir Appel.
Elly Appel-Vessies, née Elly Appel le 27 juillet 1952 à Beverwijk et morte le 16 juillet 2022, est une ancienne joueuse de tennis néerlandaise.

## Carrière
Elly Appel a joué 30 fois pour les Pays-Bas en Fed Cup, gagnant 17 matchs et permettant le maintien de son pays dans le Groupe Mondial.

## Palmarès

### Titres en simple dames (1)
| No | Date       | Nom et lieu du tournoi | Catégorie | Dotation     | Surface       | Finaliste     | Score |  |
| -- | ---------- | ---------------------- | --------- | ------------ | ------------- | ------------- | ----- |  |
| 1  | 17-07-1978 | Swedish Open, Båstad   |           | Terre (ext.) | Sylvia Hanika | 2-6, 6-4, 6-2 |       |  |

### Finales en simple dames (0)
Aucune.

### Titres en simple dames (0)
Aucun.

### Finales en double dames (1)
| No | Date       | Nom et lieu du tournoi           | Catégorie | Dotation | Surface      | Vainqueures              | Partenaire      | Score    |          |
| -- | ---------- | -------------------------------- | --------- | -------- | ------------ | ------------------------ | --------------- | -------- | -------- |
| 1  | 23-07-1979 | Head Cup Austrian Open Kitzbühel |           | 13 500 $ | Terre (ext.) | Helen Anliot Diane Evers | Virginia Ruzici | 6-0, 6-4 | Parcours |